# Acropora cerealis
Acropora cerealis är en korallart som först beskrevs av James Dwight Dana 1846.  Acropora cerealis ingår i släktet Acropora och familjen Acroporidae. IUCN kategoriserar arten globalt som livskraftig. Inga underarter finns listade i Catalogue of Life.